# Michał Kamiński (volley-ball)
Michał Kamiński (né le 17 mai 1987) est un joueur polonais de volley-ball. Il évolue au poste d'attaquant et mesure 2,08 m pour 104 kg. En 2005, il participe aux championnats du monde masculin de volley-ball des moins de 19 ans et remporte les championnats d'Europe masculin de volley-ball des moins de 19 ans. En club, il devient vice-champion de Pologne en 2007 avec le Jastrzębski Węgiel. Il rejoint ensuite en 2009 la ligue B française en s'engageant avec Martigues et termine la saison 2009/2010 comme meilleur marqueur et attaquant du championnat. À l'issue de cette saison, il s'engage avec le club d'Alès toujours en ligue B.

## Palmarès.
- Champions d'Europe des moins de 19 ans : 2005.
- Vice-champion de Pologne : 2007.